# Campeonato Mundial de Atletismo de 1999
El VII Campeonato Mundial de Atletismo se celebró en Sevilla (España) entre el 20 y el 29 de agosto de 1999 bajo la organización de la Asociación Internacional de Federaciones de Atletismo (IAAF) y la Real Federación Española de Atletismo (RFEA).
Las competiciones se llevaron a cabo en el Estadio Olímpico de La Cartuja. Se contó con la presencia de 1.821 atletas.

## Resultados

### Masculino
| Evento                     | Oro                                                                                | Plata                                                                             | Bronce |
| -------------------------- | ---------------------------------------------------------------------------------- | --------------------------------------------------------------------------------- | --- |
| 100 m (22.08)              | Maurice Greene Estados Unidos 9,80 s                                               | Bruny Surin · Canadá · 9,84 s                                                     | Dwain Chambers Reino Unido 9,97 s                                                                                              |
| 200 m (27.08)              | Maurice Greene Estados Unidos 19,90                                                | Claudinei Quirino da Silva · Brasil · 20,00                                       | Francis Obikwelo Nigeria 20,11                                                                                                 |
| 400 m (26.08)              | Michael Johnson Estados Unidos 43,18                                               | Sanderlei Claro Parrela · Brasil · 44,29                                          | Alejandro Cárdenas · México · 44,31                                                                                            |
| 800 m (29.08)              | Wilson Kipketer Dinamarca 1:43,30                                                  | Ezequiel Sepeng Sudáfrica 1:43,32                                                 | Djabir Said-Guerni Argelia 1:44,18                                                                                             |
| 1500 m (24.08)             | Hicham el Guerrouj Marruecos 3:27,65                                               | Noah Ngeny Kenia 3:28,73                                                          | Reyes Estévez · España · 3:30,57                                                                                               |
| 5.000 m (28.08)            | Salah Hissou Marruecos 12:58,13                                                    | Benjamin Limo Kenia 12:58,72                                                      | Mohammed Mourhit · Bélgica · 12:58,80                                                                                          |
| 10 000 m (24.08)           | Haile Gebrselassie Etiopía 27:57,27                                                | Paul Tergat Kenia 27:58,56                                                        | Assefa Mezgebu Etiopía 27:59,15                                                                                                |
| 110 m vallas (25.08)       | Colin Jackson Reino Unido 13,04                                                    | Anier García · Cuba · 13,07                                                       | Duane Ross Estados Unidos 13,12                                                                                                |
| 400 m vallas (27.08)       | Fabrizio Mori · Italia · 47,72                                                     | Stéphane Diagana Francia 48,12                                                    | Marcel Schelbert · Suiza · 48,13                                                                                               |
| 3.000 m obstáculos (23.08) | Christopher Koskei Kenia 8:11,76                                                   | Wilson Boit Kipketer Kenia 8:12,09                                                | Ali Ezzine Marruecos 8:12,73                                                                                                   |
| 20 km marcha (21.08)       | Ilia Markov · Rusia · 1:23:34                                                      | Jefferson Pérez · Ecuador · 1:24:19                                               | Daniel García · México · 1:24:31                                                                                               |
| 50 km marcha (25.08)       | Ivano Brugnetti · Italia · 3:47:54                                                 | Nikolai Matiujin · Rusia · 2:48:18                                                | Curt Clausen Estados Unidos 3:50:55                                                                                            |
| Maratón (28.08)            | Abel Antón · España · 2:13:36                                                      | Vincenzo Modica · Italia · 2:14:03                                                | Nobuyuki Sato Japón 2:14:07 |
| Salto de altura (23.08)    | Viacheslav Voronin · Rusia · 2,37 m                                                | Mark Boswell · Canadá · 2,35 m                                                    | Martin Buß · Alemania · 2,32 m                                                                                                 |
| Salto con pértiga (26.08)  | Maxim Tarasov · Rusia · 6,02                                                       | Dmitri Markov Australia 5,90                                                      | Alexandr Averbukh Israel 5,80                                                                                                  |
| Salto de longitud (28.08)  | Iván Pedroso · Cuba · 8,56                                                         | Yago Lamela · España · 8,40                                                       | Gregor Cankar Eslovenia 8,36                                                                                                   |
| Salto triple (25.08)       | Charles Michael Friedek · Alemania · 17,59                                         | Rotislav Dimitrov Bulgaria 17,49                                                  | Jonathan Edwards Reino Unido 17,48                                                                                             |
| Peso (21.08)               | Cottrell J. Hunter Estados Unidos 21,79                                            | Oliver Sven Buder · Alemania · 21,42                                              | Alexandr Bagach · Ucrania · 21,26                                                                                              |
| Disco (24.08)              | Anthony Washington Estados Unidos 69,08                                            | Jürgen Schult · Alemania · 68,18                                                  | Lars Riedel · Alemania · 68,09                                                                                                 |
| Martillo (22.08)           | Karsten Kobs · Alemania · 80,24                                                    | Zsolt Németh · Hungría · 79,05                                                    | Vladislav Piskunov · Ucrania · 79,03                                                                                           |
| Jabalina (29.08)           | Aki Parviainen · Finlandia · 89,52                                                 | Kostas Gatsioudis · Grecia · 89,18                                                | Jan Železný · República Checa · 87,67                                                                                          |
| 4 × 100 m (29.08)          | Estados Unidos Jon Drummond Tim Montgomery Brian Lewis Maurice Greene 37,59 s      | Reino Unido Jason Gardener Darren Campbell Marlon Devonish Dwain Chambers 37,73 s | Brasil · Raphael Raymundo de Oliveira · Claudinei Quirino da Silva · Edson Luciano Ribeiro · André Domingos da Silva · 38,05 s |
| 4 × 400 m (29.08)          | Polonia · Tomasz Czubak · Robert Maćkowiak · Jacek Bocian · Piotr Haczek · 2:58,92 | Jamaica Michael McDonald Gregory Haughton Danny McFarlane Davian Clarke 2:59,34   | Sudáfrica Jopie van Oudtshoorn Hendrik Mokganyetsi Adriaan Botha Arnaud Malherbe 3:00,20                                       |
| Decatlón (25.08)           | Tomáš Dvorák · República Checa · 8.744 pts.                                        | Dean Macey Reino Unido 8.556 pts.                                                 | Chris Huffins Estados Unidos 8.547 pts.                                                                                        |

### Femenino
| Evento                    | Oro                                                                                             | Plata                                                                                        | Bronce                                                                        |
| ------------------------- | ----------------------------------------------------------------------------------------------- | -------------------------------------------------------------------------------------------- | ----------------------------------------------------------------------------- |
| 100 m (22.08)             | Marion Jones Estados Unidos 10,70 s                                                             | Inger Miller Estados Unidos 10,79 s                                                          | Ekaterini Thanou · Grecia · 10,84 s                                           |
| 200 m (27.08)             | Inger Miller Estados Unidos 21,77                                                               | Beverly McDonald Jamaica 22,22                                                               | Merlene Frazer · Jamaica · Andrea Philipp · Alemania · 22,26                  |
| 400 m (26,08)             | Cathy Freeman Australia 49,67                                                                   | Anja Rücker · Alemania · 49,74                                                               | Lorraine Graham Jamaica 49,92                                                 |
| 800 m (24.08)             | Ludmila Formanová · República Checa · 1:56,68                                                   | Maria de Lurdes Mutola Mozambique 1:56,72                                                    | Svetlana Masterkova · Rusia · 1:56,93                                         |
| 1500 m (29.08)            | Svetlana Masterkova · Rusia · 3:59,53                                                           | Regina Jacobs Estados Unidos 4:00,35                                                         | Kutre Dulecha Etiopía 4:00,96                                                 |
| 5.000 m (27.08)           | Gabriela Szabo · Rumania · 14:41,82                                                             | Zahra Ouaziz Marruecos 14:43,15                                                              | Ayelech Worku Etiopía 14:44,22                                                |
| 10 000 m (26.08)          | Gete Wami Etiopía 30:24,56                                                                      | Paula Radcliffe Reino Unido 30:27,13                                                         | Tegla Laroupe Kenia 30:32,03                                                  |
| 100 m vallas (28.08)      | Gail Devers Estados Unidos 12,37                                                                | Glory Alozie Nigeria 12,44                                                                   | Ludmila Engquist · Suecia · 12,47                                             |
| 400 m vallas (25.08)      | Daimí Pernía · Cuba · 52,89                                                                     | Nezha Bidouane Marruecos 52,90                                                               | Deon Hemmings Jamaica 53,16                                                   |
| 20 km marcha (27.08)      | Hongyu Liu China 1:30:50                                                                        | Yan Wang China 1:30:52                                                                       | Kerry Saxby Australia 1:31:18                                                 |
| Maratón (29.08)           | Song Ok Jong Corea del Norte 2:26:59                                                            | Ari Ichihasi Japón 2:27:02                                                                   | Lidia Slavuteanu · Rumania · 2:27:41                                          |
| Salto de altura (29.08)   | Inga Babakova · Ucrania · 1,99 m                                                                | Elena Yelesina · Rusia · 1,99 m                                                              | Svetlana Lapina · Rusia · 1,99 m                                              |
| Salto con pértiga (21.09) | Stacy Dragila Estados Unidos 4,60                                                               | Angela Balajonova · Ucrania · 4,55                                                           | Tatiana Grigorieva Australia 4,45                                             |
| Salto de longitud (23.08) | Niurka Montalvo · España · 7,06                                                                 | Fiona May · Italia · 6,94                                                                    | Marion Jones Estados Unidos 6,83                                              |
| Salto triple (24.09)      | Paraskevi Tsiamita · Grecia · 14,88                                                             | Yamilé Aldama · Cuba · 14,61                                                                 | Olga Anastasia Vasdeki · Grecia · 14,61                                       |
| Peso (25.08)              | Astrid Kumbernuss · Alemania · 19,85                                                            | Nadine Kleinert · Alemania · 19,61                                                           | Svetlana Kriveliova · Rusia · 19,43                                           |
| Disco (23.08)             | Franka Dietzsch · Alemania · 68,14                                                              | Anastasia Kelisidou · Grecia · 66,05                                                         | Nicoleta Grasu · Rumania · 65,35                                              |
| Martillo (24.08)          | Mihaela Melinte · Rumania · 75,20                                                               | Olga Kuzenkova · Rusia · 72,56                                                               | Lisa Misipeka Samoa Americana 66,06                                           |
| Jabalina (28.08)          | Mirela Manjani-Tzelili · Grecia · 67,09                                                         | Tatiana Shikolenko · Rusia · 66,37                                                           | Trine Hattestad · Noruega · 66,06                                             |
| 4 × 100 m (29.08)         | Bahamas Sevatheda Fynes Chandra Sturrup Pauline Davis-Thompson Debbie Ferguson 41,92 s          | Francia Patricia Girard Muriel Hurtis Katia Benth Christine Arron 42,06 s                    | Jamaica Aleen Bailey Merlene Frazer Beverly McDonald Peta Gaye Dowdie 42,15 s |
| 4 × 400 m (29.08)         | Rusia · Tatiana Chebikina · Svetlana Goncharenko · Olga Kotliarova · Natalia Nazarova · 3:21,98 | Estados Unidos Suziann Reid Maciel Malone-Wallace Michelle Collins Jearl Miles-Clark 3:22,09 | Alemania · Anke Feller · Utal Rohländer · Anja Rücker · Grit Breuer · 3:22,43 |
| Heptatlón (22.08)         | Eunice Barber Francia 6.861 pts.                                                                | Denise Lewis Reino Unido 6.724 pts.                                                          | Ghada Shouaa Siria 6.500 pts.                                                 |

## Medallero
| Núm. | País            | Oro | Plata | Bronce | Total |
| ---- | --------------- | --- | ----- | ------ | ----- |
| 1    | Estados Unidos  | 10  | 3     | 4      | 17    |
| 2    | Rusia           | 5   | 4     | 3      | 12    |
| 3    | Alemania        | 4   | 4     | 4      | 12    |
| 4    | Grecia          | 2   | 2     | 2      | 6     |
| 5    | Marruecos       | 2   | 2     | 1      | 5     |
| 6    | Cuba            | 2   | 2     | 0      | 4     |
| 6    | Italia          | 2   | 2     | 0      | 4     |
| 8    | España          | 2   | 1     | 1      | 4     |
| 9    | Etiopía         | 2   | 0     | 3      | 5     |
| 10   | Rumania         | 2   | 0     | 2      | 4     |
| 11   | República Checa | 2   | 0     | 1      | 3     |
| 12   | Reino Unido     | 1   | 4     | 2      | 7     |
| 13   | Kenia           | 1   | 4     | 1      | 6     |
| 14   | Francia         | 1   | 2     | 0      | 3     |
| 15   | Australia       | 1   | 1     | 2      | 4     |
| 15   | Ucrania         | 1   | 1     | 2      | 4     |
| 17   | China           | 1   | 1     | 0      | 2     |
| 18   | Bahamas         | 1   | 0     | 0      | 1     |
| 18   | Corea del Norte | 1   | 0     | 0      | 1     |
| 18   | Dinamarca       | 1   | 0     | 0      | 1     |
| 18   | Finlandia       | 1   | 0     | 0      | 1     |
| 18   | Polonia         | 1   | 0     | 0      | 1     |
| 23   | Jamaica         | 0   | 2     | 4      | 6     |
| 24   | Brasil          | 0   | 2     | 1      | 3     |
| 25   | Canadá          | 0   | 2     | 0      | 2     |
| 26   | Japón           | 0   | 1     | 1      | 2     |
| 26   | Nigeria         | 0   | 1     | 1      | 2     |
| 26   | Sudáfrica       | 0   | 1     | 1      | 2     |
| 29   | Bulgaria        | 0   | 1     | 0      | 1     |
| 29   | Ecuador         | 0   | 1     | 0      | 1     |
| 29   | Hungría         | 0   | 1     | 0      | 1     |
| 29   | Mozambique      | 0   | 1     | 0      | 1     |
| 33   | México          | 0   | 0     | 2      | 2     |
| 34   | Argelia         | 0   | 0     | 1      | 1     |
| 34   | Bélgica         | 0   | 0     | 1      | 1     |
| 34   | Eslovenia       | 0   | 0     | 1      | 1     |
| 34   | Israel          | 0   | 0     | 1      | 1     |
| 34   | Noruega         | 0   | 0     | 1      | 1     |
| 34   | Samoa Americana | 0   | 0     | 1      | 1     |
| 34   | Siria           | 0   | 0     | 1      | 1     |
| 34   | Suecia          | 0   | 0     | 1      | 1     |
| 34   | Suiza           | 0   | 0     | 1      | 1     |
|      | TOTAL           | 46  | 46    | 47     | 139   |